# Fort de la Corne
Fort de la Corne fu un forte francese della Nuova Francia edificato a metà Settecento. Dopo aver edificato Fort Paskoya nel 1752, l'ufficiale francese Louis de la Corne fece erigere un nuovo forte alle foci del fiume Saskatchewan. Questo forte, inizialmente prese il nome di Fort Saint Louis, solo in seguito assunse il nome di Fort de la Corne. Fort de la Corne, assieme a Fort de la Jonquière fu uno dei forti più occidentali del Nordamerica francese.